# Hans Sarpei
Hans Adu Sarpei (Tema, 28 giugno 1976) è un ex calciatore ghanese con passaporto tedesco, di ruolo centrocampista.

## Palmarès
- Coppa di Germania: 1

Schalke 04: 2010-2011
- Supercoppa di Germania: 1

Schalke 04: 2011